# Bruce Gradkowski
Bruce Raymond Gradkowski (Pittsburgh, 27 gennaio 1983) è un ex giocatore di football americano statunitense che ha militato nel ruolo di quarterback nella National Football League. Fu scelto nel corso del sesto giro (194º assoluto) del Draft NFL 2006 dai Tampa Bay Buccaneers. Al college giocò a football alla Toledo University. È il fratello maggiore dell'ex centro Gino Gradkowski.

## Carriera universitaria
Gradkowski al college ottenne vari riconoscimenti e titoli.
Riconoscimenti:
- (3) Miglior giocatore offensivo della settimana della division West della MAC (2003 e 2004).
- (1) Miglior atleta scolastico della settimana della MAC (2003).
- (2) Miglior atleta della settimana dei Toledo Rockets (2004 e 2005).
- (1) GMAC Bowl MVP (2005).
- (1) Vern Smith Award miglior giocatore della stagione della MAC (2005).

Titoli vinti:
- (1) GMAC Bowl (2005).

## Carriera professionistica

### Tampa Bay Buccaneers
Gradkowski fu scelto al sesto giro del Draft 2006 dai Tampa Bay Buccaneers. Il 24 luglio 2006 firmò un contratto quadriennale del valore di 1,69 milioni di cui 87.500 dollari di bonus alla firma. Debuttò nella NFL il 10 settembre contro i Baltimore Ravens. Dopo 3 partite divenne il quarterback titolare e giocò 11 partite prima di infortunarsi. Chiuse con 13 partite, 9 touchdown e altrettanti intercetti, con un passer rating di 65.
Nella stagione 2007 finì con 4 partite, nessun TD e un intercetto, con un passer rating di 52,4. Il 30 maggio 2008 venne svincolato.

### St. Louis Rams
Gradkowski venne ingaggiato il 5 giugno dello stesso anno dai Rams che lo svincolarono il 31 agosto, prima dell'inizio della stagione regolare.

### Cleveland Browns
Il 2 dicembre 2008 firmò con i Cleveland Browns riuscendo a giocare da titolare nell'ultima partita della stagione regolare senza però portare la squadra al successo. Chiuse con 2 partite di cui una da titolare, nessun TD e 3 intercetti, un passer rating di 2,8. Il 9 febbraio venne svincolato.

### Oakland Raiders
Il 10 febbraio venne preso dagli Oakland Raiders. Il 22 novembre 2009 debuttò da titolare portando i Raiders a vincere 2 partite su 4, ma il 13 dicembre subì un infortunio ad entrambe le ginocchia nella partita contro i Washington Redskins e fu costretto a rimanere fuori per il resto della stagione. Chiuse con 7 partite di cui 4 da titolare, 6 TD e 3 intercetti, con un passer rating di 80,6.
Il 15 marzo rifirmò un contratto annuale per un valore di 1,684 milioni di dollari. Il 15 aprile durante i primi allenamenti in palestra si strappò un muscolo pettorale mentre stava alzando dei pesi: a causa di questo infortunio fu operato riprendendo dopo circa un mese.
Durante la seconda partita della stagione regolare contro i St. Louis Rams ebbe la possibilita di scendere in campo nel secondo tempo e portò i Raiders a vincere la partita. Durante la partita contro i San Diego Chargers fu costretto ad uscire per un infortunio alla spalla. Dopo 4 partite saltate, tornò a giocare l'ultimo quarto contro i Pittsburgh Steelers. Si riguadagnò il posto da titolare contro i Miami Dolphins ma nelle ultime azioni della partita si infortunò nuovamente alla spalla destra. Il 2 dicembre venne messo nella lista infortunati, finendo la sua stagione travagliata dai vari infortuni. Chiuse con 6 partite di cui 4 da titolare, 5 TD e 7 intercetti, con un passer rating di 66,3.

### Cincinnati Bengals
Firmò il 29 luglio 2011 un contratto biennale del valore di 4 milioni di dollari con i Cincinnati Bengals. Durante la partita contro i Cleveland Browns subentrò al titolare Andy Dalton e grazie a un'azione giocata velocemente portò la propria squadra a vincere la partita. Finì la stagione con 2 presenze, un TD e un intercetto, con un passer rating di 59,7. Nella stagione 2012 giocò 2 partite finendo con 64,6 di passer rating, senza nessun TD e intercetto.

### Pittsburgh Steelers
Il 13 marzo 2013 firmò con i Pittsburgh Steelers un contratto triennale del valore di 4,95 milioni di dollari di cui 850 000 di bonus alla firma. Si ritirò alla fine della stagione 2016.

## Palmarès
- Giocatore offensivo della AFC della settimana: 1

13ª del 2009